# Liste der Straßen in Oberhausen-Styrum
Die Liste der Straßen in Oberhausen-Styrum beschreibt das Straßensystem im Oberhausener Stadtteil Styrum mit den entsprechenden historischen Bezügen.

## Überblick
In Styrum leben 6.778 Einwohner (Stand: 31. Dezember 2014) auf einer Fläche von 0,97 km². Styrum bildet zusammen mit der südlichen Innenstadt und dem Westen von Dümpten den Postleitzahlenbezirk 46045.
Der Stadtteil wird – im Norden beginnend – im Uhrzeigersinn folgendermaßen begrenzt: Grenzstraße zur Innenstadt, Mülheimer Straße (Bundesstraße 223) nach Dümpten, eine gedachte Linie parallel zur und südlich der Straße Landwehr zum Mülheimer Teil Styrums, Oberstyrum sowie die Straßen Landwehr und Bogenstraße zu Alstaden an der Ruhr.
In Styrum gibt es 34 benannte Verkehrsflächen, darunter einen Platz. Davon befinden sich neun Straßen nur teilweise im Stadtteil:

Zwei Straßen gehören teilweise zu Alstaden (Akazienstraße, Landwehr), zwei Straßen gehören teilweise zu Oberstyrum (Blumenstraße, Römerstraße) und die restlichen fünf Straßen werden in der Innenstadt fortgesetzt (Grenzstraße, Lothringer Straße, Mülheimer Straße, Nohlstraße, Stöckmannstraße).
Durch Styrum verläuft auf der Mülheimer Straße die Bundesstraße 223. Zum Oberhausener Kreisstraßensystem gehört lediglich die Grenzstraße als Kreisstraße K14, die von der B 223 nach Alstaden führt.

## Übersicht der Straßen und Plätze
Die nachfolgende Tabelle gibt eine Übersicht über die vorhandenen Straßen, Wege und Plätze im Stadtteil sowie einige dazugehörige Informationen.
- Name: aktuelle Bezeichnung der Straße oder des Platzes.
- Länge/Maße in Metern:
- Die in der Übersicht enthaltenen Längenangaben sind gerundete Übersichtswerte, die in Google Earth mit dem dortigen Maßstab ermittelt wurden. Sie dienen Vergleichszwecken und werden, sofern amtliche Werte bekannt sind, ausgetauscht und gesondert gekennzeichnet.
Bei Plätzen sind die Maße in der Form a × b angegeben.
- Der Zusatz im Stadtteil gibt an, dass die Länge die des Straßenabschnitts innerhalb Styrums ist, sofern die Straße in benachbarte Stadtteile weitergeführt wird.
- Der Zusatz ohne Stichstraßen gibt bei verzweigten Straßen die Länge der „Hauptstraße“ an.
- Der Zusatz (alle Straßenabschnitte zusammen) gibt an, dass die Straße so verwinkelt ist, dass keine „Hauptstraße“ besteht. Stattdessen wird die Länge aller Straßenabschnitte zusammengezählt.
- Herleitung: Ursprung oder Bezug des Namens
- Anmerkungen: zusätzliche Informationen
- Bild: Foto der Straße oder eines anliegenden Objekts

| Name               | Länge/Maße (in Metern)                     | Herleitung                                                               | Datum der Benennung                    | Bemerkungen | Bild                            |
| ------------------ | ------------------------------------------ | ------------------------------------------------------------------------ | -------------------------------------- | --- | ------------------------------- |
| Akazienstraße      | 500 im Stadtteil                           | nach der Akazie                                                          | 1910                                   | Die Akazienstraße führt aus Alstaden bis zur Lothringer Straße. Die Straße ist bereits auf der Preußischen Uraufnahme von 1830 bis 1865 eingezeichnet und war einst als Vegetasche bekannt, später wurde sie als Weststraße in den Adressbüchern geführt. Ihren heutigen Namen erhielt sie auf Wunsch der Anwohner. |                                 |
| Almastraße         | 400                                        | Alma, weiblicher Vorname                                                 | 1937                                   | Die Almastraße führt von der Nohlstraße zur Bügelstraße. Sie wurde wohl willkürlich nach dem weiblichen Vornamen benannt. |                                 |
| Bergmannstraße     | 140                                        | Bergmann, Berufsbezeichnung                                              |                                        | Die Bergmannstraße führt von der Josefstraße zur Klörenstraße. | Bergmannstraße                  |
| Blumenstraße       | 100 im Stadtteil                           |                                                                          |                                        | Die Blumenstraße ist die Fortsetzung der gleichnamigen Straße in Oberstyrum, die von der Schwerinstraße zur Landwehr führt. |                                 |
| Bogenstraße        | 650                                        | Straßenverlauf                                                           |                                        | Die Bogenstraße führt von der Landwehr bis zur Grenzstraße, hinter der Grenzstraße wird sie in der Innenstadt als Friedenstraße fortgeführt. Die westliche Straßenhälfte gehört zu Alstaden, die östliche Straßenhälfte zu Styrum. Ihren Namen hat die Straße von zwei rechtwinkligen Bögen in ihrem Verlauf. |                                 |
| Bügelstraße        | 210                                        | Straßenverlauf                                                           |                                        | Die Bügelstraße führt von der Grenzstraße zur Mülheimer Straße. Mit diesen beiden Straßen bildet sie in etwa die Form eines Bügeleisens, was den Anlass zur Benennung gab. |                                 |
| Druckerstraße      | 240                                        | Drucker, Berufsbezeichnung                                               | 1910                                   | Die Druckerstraße führt von der Akazienstraße zur Grevenstraße. Sie hieß ursprünglich Gutenbergstraße, vermutlich hat sie ihren heutigen Namen in Anlehnung daran erhalten. |                                 |
| Friedhofstraße     | 110                                        | Friedhof der katholischen Gemeinde St. Joseph                            |                                        | Die Friedhofstraße ist eine kurze Verbindungsstraße zwischen Nohlstraße und Glockenstraße. Sie führt somit direkt zum Friedhof der Styrumer Kirchengemeinde St. Joseph, die heute zur Pfarrei Herz Jesu Oberhausen gehört. |                                 |
| Glockenstraße      | 300                                        | Glocken der katholischen Kirche St. Joseph                               |                                        | Die Glockenstraße führt von der Josefstraße an der St.-Elisabeth-Klinik und dem Friedhof der Kirchengemeinde St. Joseph vorbei zur Landwehr. Somit ist sie in direkter Nähe zur katholischen Kirche St. Joseph, deren Glocken hier gut zu hören sind und zum Straßennamen geführt haben. Die namensgebenden Glocken sind seit der Benennung mehrmals ausgetauscht worden, zuletzt 2014. An der Glockenstraße befindet sich die katholische Grundschule Luisenschule. |                                 |
| Gotenstraße        | 160 ohne Fußweg zur Lothringer Straße: 110 | Goten, germanisches Volk                                                 |                                        | Die Gotenstraße ist eine kurze Stichstraße zur Römerstraße. Mehrere Straßen im westlichen Teil Styrums sind nach eisenzeitlichen Völkern benannt. |                                 |
| Grenzstraße        | 1200 im Stadtteil                          | bis 1910 die Südgrenze Oberhausens                                       | überliefert (Zurück-Umbenennung: 1947) | Diese Straße war seit jeher eine Grenzstraße und trägt daher bis heute diesen Namen. Mit der Gründung von Oberhausen im Jahre 1862 war sie die Südgrenze der neuen Bürgermeisterei zur Bürgermeisterei Mülheim-Land, seit 1878 zur Bürgermeisterei Styrum. 1910 wurde der nördliche Teil Styrums nach Oberhausen eingemeindet, seitdem trennt die Grenzstraße die Stadtteile Styrum und Innenstadt. Die Grenzstraße führt von Alstaden, wo sie Alstadener Straße heißt, bis zur Bundesstraße 223 (Mülheimer Straße). Zwischen 1936 und 1947 hieß sie Erich-König-Straße.                                                                              |                                 |
| Grevenstraße       | 220                                        | Ferdinand Greven                                                         |                                        | Ferdinand Greven war ein Sanitätsrat, der lange Zeit auf dieser Straße gewohnt und als Arzt praktiziert hat. Die Grevenstraße führt von der Schlägelstraße zur Lothringer Straße. | Grevenstraße mit Josephskirche  |
| Gundlachstraße     | 110                                        | Familie Gundlach                                                         |                                        | Die Gundlachstraße, eine kurze Verbindungsstraße zwischen Schlägel- und Scheffelstraße, ist nach einer alteingesessenen Styrumer Familie benannt. |                                 |
| Josefstraße        | 750                                        | Josef von Nazaret, Heiliger und gesetzlicher Vater Jesu von Nazaret.     |                                        | Die Josefstraße liegt an der katholischen Kirche St. Joseph. Sie führt von der Lothringer Straße zur Mülheimer Straße. An ihr befindet sich die St.-Elisabeth-Klinik. | Josefstraße mit Elisabethklinik |
| Kaplan-Küppers-Weg | 140                                        | Heinrich Küppers, 1896–1955, Kaplan an St. Joseph und Widerstandskämpfer | 1956                                   | Kaplan Heinrich Küppers war von 1929 bis 1945 Kaplan an St. Joseph in Styrum und entschiedener Gegner des Nationalsozialismus. Er wurde zwischen 1933 und 1943 mehrmals inhaftiert und schließlich ins KZ Dachau gebracht, wo er bis 1945 blieb. Der Kaplan-Küppers-Weg führt von der Josefstraße zur Klörenstraße. An ihm befinden sich das Pfarrheim der Kirchengemeinde St. Joseph und das dazugehörige Jugendheim Thomas Morus. Bis 1910 hieß die Straße Kirchstraße, danach bis 1956 Leostraße. |                                 |
| Keltenstraße       | 260                                        | Kelten, eisenzeitliches Volk                                             | 1936                                   | Die Keltenstraße ist eine Stichstraße zum Rechenacker in Alstaden und mit Styrum nur über einen Fußweg zur Römerstraße verbunden. Mehrere Straßen im westlichen Teil Styrums sind nach eisenzeitlichen Völkern benannt. |                                 |
| Klörenstraße       | 700                                        | Klören, Mauermeister                                                     |                                        | Die ersten Häuser auf der Klörenstraße, die die Lothringer Straße mit der Bügelstraße verbindet, wurden vom Mauermeister Klören errichtet. |                                 |
| Landwehr           | 1200 im Stadtteil                          | Bergische Landwehr                                                       | überliefert                            | Hier wurde im Mittelalter die Bergische Landwehr angelegt, die Schutz vor Übergriffen von Räubern wie Soldaten bot. Die Landwehr bestand aus zwei bis drei dicht bewachsenen und daher damals unüberwindbaren Wällen mit Hainbuchen und Kopfweiden, Schwarz- und Weißdorn sowie Heckenrosen. Die Wälle lassen sich heute nicht mehr erkennen, die Straße Landwehr folgt allerdings seit Jahrhunderten dem Verlauf der alten Verteidigungsanlage: Sie verbindet Alstaden über Styrum und die Lothringer Straße mit der Mülheimer Straße. Anhand der Straße Landwehr wird Styrum oft in Untere Landwehr (Westen) und Obere Landwehr (Osten) aufgeteilt. |                                 |
| Lorenzstraße       | 120                                        | Lorenz, männlicher Vorname                                               | 1910                                   | Die Lorenzstraße hieß bis 1910 Körnerstraße und wurde dann willkürlich nach dem männlichen Vornamen benannt. Sie führt von der Klörenstraße zur Grenzstraße. |                                 |
| Lothringer Straße  | 700 im Stadtteil                           | Lothringen, ehemals deutsche und heute französische Region               | 1910                                   | Die Lothringer Straße führt aus der Oberhausener Innenstadt von der Marktstraße durch Styrum bis zur Stadtgrenze nach Mülheim, wo sie als Heidstraße (diesen Namen trug sie auch früher in Styrum) fortgesetzt wird. Sie ist in Zusammenhang mit der an der Marktstraße anschließenden Elsässer Straße nach der ehemals deutschen Region Lothringen benannt. Die Lothringer Straße ist die Haupt- und Geschäftsstraße von Styrum, sie bildet das Zentrum des Stadtteils. Hier befindet sich auch die katholische Kirche St. Joseph. |                                 |
| Martin-Heix-Platz  | 180                                        | Martin Heix, 1903–1977, deutscher Politiker                              | 1977                                   | Martin Heix war nach dem Zweiten Weltkrieg maßgeblich am Wiederaufbau der Stadt Oberhausen beteiligt. Er war Gewerkschafter, Arbeitersekretär in der Katholischen Arbeiterbewegung und Politiker der CDU. Von 1949 bis 1956 war er Mitglied des Bundestages. Der Martin-Heix-Platz trägt seit 1977 seinen Namen, vorher hieß er Josefplatz und davor bis 1910 Friedenstraße. Er besteht im Wesentlichen aus einer Straße, an der die katholische Kirche St. Joseph und einige Grünanlagen liegen. | St. Joseph Styrum               |
| Mülheimer Straße   | 850 im Stadtteil                           | Mülheim an der Ruhr                                                      | 1910                                   | Die Mülheimer Straße führt von der Oberhausener Neuen Mitte durch das Marienviertel, die Innenstadt, Styrum und Dümpten in die Nachbarstadt Mülheim, wo sie als Oberhausener Straße weitergeführt wird. Sie ist Teil der Bundesstraße 223. Ursprünglich durchquerte sie Styrum, der Osten hinter der Mülheimer Straße wird heutzutage allerdings meistens Dümpten zugeordnet, sodass die Straße heute die Ostgrenze Styrums bildet. Bis 1910 trug die Mülheimer Straße auch in Styrum den Namen Oberhausener Straße. |                                 |
| Nohlstraße         | 750 im Stadtteil                           | Max Nohl, 1830–1863, deutscher Architekt                                 | 1910                                   | Max Nohl erbaute die Christuskirche, die am nördlichen Ende der Straße in der Oberhausener Innenstadt liegt. Die Nohlstraße durchquert die Innenstadt und Styrum und führt bis zur Stadtgrenze nach Mülheim, wo sie als Blumenthalstraße fortgeführt wird. |                                 |
| Pompstraße         | 70                                         | Rektor Pomp                                                              |                                        | Rektor Pomp übernahm 1864 die Betreuung der ersten Notkirche in Styrum, die von der Pfarrei St. Mariae Geburt in Mülheim aus eingerichtet worden war. 1889 sollte das Rektorat zur Pfarrei unter dem Namen St. Joseph erhoben werden und nur einige Jahre später Mutterpfarrei der meisten Kirchen im Oberhausener Süden und Südwesten werden. Die Pompstraße ist eine kurze Verbindungsstraße zwischen Almastraße und Josefstraße. |                                 |
| Reuterstraße       | 350                                        | Fritz Reuter, 1810–1874, Dichter                                         |                                        | Die Reuterstraße ist nach Fritz Reuter, einem plattdeutschen Dichter benannt. Sie führt von der Landwehr zur Josefstraße. |                                 |
| Römerstraße        | 400 im Stadtteil                           | Römer, Volksgruppe                                                       |                                        | Die Römerstraße führt aus Mülheim-Styrum kommend durch die Kleingartenanlage Römerstraße und das westliche Styrum bis hinter die Akazienstraße. Sie liegt somit in der Nähe der Bergischen Landwehr, von der man früher glaubte, dass sie von den Römern errichtet worden sei. Daher erhielt sie ihren Namen. In jüngerer Zeit wurden in Anlehnung an den Namen der Römerstraße die Keltenstraße und die Gotenstraße nach weiteren Volksgruppen der Eisenzeit benannt. |                                 |
| Scheffelstraße     | 230                                        | Josef Victor von Scheffel, 1826–1886, Dichter                            |                                        | Die Scheffelstraße ist nach Josef von Scheffel, einem Dichter, Jurist und Bibliothekar benannt. Sie führt von der Landwehr zur Akazienstraße. |                                 |
| Schlägelstraße     | 650                                        | Schlägel, Symbol für den Bergbau                                         | 1910                                   | Die Schlägelstraße führt von der Landwehr zur Grenzstraße, hinter der Landwehr wird sie in Alstaden als Rechenacker fortgesetzt. Sie hieß bis 1910 Friedrichstraße. | Schlägelstraße                  |
| Stöckmannstraße    | 280 im Stadtteil                           | Wilhelm Stöckmann, 1801–1877, einflussreicher Styrumer Bauer             |                                        | Die Stöckmannstraße ist nach dem Styrumer Bauern Stöckmann benannt, der 1859 der Gemeinde Styrum ein Grundstück nördlich der Grenzstraße schenkte, auf dem diese einen Markt errichtete. Nach der Abtretung dieses Gebietes samt Markt an die neugegründete Bürgermeisterei Oberhausen im Jahre 1862 wurde dieser Markt zum heutigen Altmarkt. Die Stöckmannstraße führt von der Grevenstraße zur Wachstraße, macht einen rechtwinkligen Bogen und bildet die Fortsetzung der Wachstraße, macht einen weiteren rechtwinkligen Bogen und führt dann in die Innenstadt herein, bis sie dort an der Friedrich-Karl-Straße endet.                         |                                 |
| Styrumer Allee     | 650                                        | Styrum                                                                   | 1936                                   | Die Styrumer Allee ist eine quer durch Styrum angelegte und mit Bäumen bepflanzte Verbindung zwischen der Grenzstraße und der Landwehr. Sie ist nur für Fußgänger und Radfahrer zugänglich. Bis 1936 hieß sie Alte Bahn. | Styrumer Allee                  |
| Tersteegenstraße   | 270                                        | Gerhard Tersteegen, 1697–1769, Dichter                                   | 1945                                   | Die Tersteegenstraße ist nach Gerhard Tersteegen, einem pietistischen Prediger und Liederdichter, der in Mülheim an der Ruhr wirkte, benannt. Sie zweigt von der Reuterstraße ab, macht dann einen rechtwinkligen Bogen und führt parallel zur Reuterstraße bis zur Josefstraße. Bis 1910 hieß die Straße Mittelstraße, danach bis 1933 Zwischenstraße, dann bis 1945 Herbert-Norkus-Straße. |                                 |
| Vincenzstraße      | 95                                         | Vincenz von Paul, Heiliger                                               |                                        | Die Vincenzstraße ist eine kurze Verbindungsstraße zwischen Grenzstraße und Klörenstraße. Sie liegt direkt am Altersheim Vincenzhaus, was ihren Namen erklärt. Das Vincenzhaus wiederum ist nach dem heiligen Vincenz von Paul, dem Begründer der neuzeitlichen Caritas benannt. |                                 |
| Wachstraße         | 210                                        | alte Wache der Gendarmerie                                               | 1910                                   | Die Wachstraße führt von der Lothringer Straße bis hinter die Stöckmannstraße. Sie hieß bis 1910 Schillerstraße. |                                 |
| Wielandstraße      | 280                                        | Christoph Martin Wieland, 1733–1813, Dichter                             |                                        | Die Wielandstraße führt der Reuterstraße zur Mülheimer Straße. |                                 |

## Liste nicht mehr vorhandener Straßen in Styrum
| Name                  | von         | bis  | umbenannt in (aktuell) | Herleitung | Bemerkungen |
| --------------------- | ----------- | ---- | ---------------------- | --- | --- |
| Alte Bahn             |             | 1936 | → Styrumer Allee       | | |
| Erich-König-Straße    | 1936        | 1947 | → Grenzstraße          | Erich König, im 1. Weltkrieg gefallener Oberhausener Kampfflieger | Bereits vor 1936 trug die Straße den Namen Grenzstraße.                                                                       |
| Friedenstraße         |             | 1910 | → Martin-Heix-Platz    | | Bis 1977 hieß die Straße Josefplatz.                                                                                          |
| Friedrichstraße       |             | 1910 | → Schlägelstraße       | Kaiser Friedrich III., 1831–1888, 99 Tage lang Kaiser von Deutschland | |
| Fürstenstraße         |             | 1929 | eingezogen             | | Nach 1929 hieß die Straße zunächst Grammansmeer, bevor sie bei der Erweiterung des Landwehrfriedhofs eingezogen wurde.        |
| Grammansmeer          | 1929        |      | eingezogen             | Das Grammansmeer war eine große Heidefläche südlich der Landwehr. | Bis 1929 trug die Straße den Namen Fürstenstraße. Bei der Erweiterung des Landwehrfriedhofs ist das Grammansmeer weggefallen. |
| Gutenbergstraße       |             | 1910 | → Druckerstraße        | Johannes Gutenberg, 1397–1468, Erfinder des Buchdrucks | |
| Heidstraße            |             | 1910 | → Lothringer Straße    | | |
| Herbert-Norkus-Straße | 1933        | 1945 | → Tersteegenstraße     | Herbert Norkus, 1916–1932, Hitlerjunge, der von Kommunisten getötet worden ist und von den Nationalsozialisten dann als „Vorbild für den kämpferischen Einsatz der Hitler-Jugend“ verklärt worden ist. | Vor 1910 hieß die Straße zunächst Mittelstraße, danach bis 1933 Zwischenstraße.                                               |
| Josefplatz            | 1910        | 1977 | → Martin-Heix-Platz    | Der Platz liegt an der Josephskirche. | Bis 1910 hieß der Platz Friedenstraße.                                                                                        |
| Kirchstraße           |             | 1910 | → Kaplan-Küppers-Weg   | Die Straße liegt nahe der Josephskirche. | Bis 1956 hieß die Straße Leostraße.                                                                                           |
| Körnerstraße          |             | 1910 | → Lorenzstraße         | Theodor Körner, 1791–1813, Schriftsteller und Dichter | |
| Leostraße             | 1910        | 1956 | → Kaplan-Küppers-Weg   | Leo XIII., 1810–1903, ab 1878 Papst der katholischen Kirche | Bis 1910 hieß die Straße Kirchstraße.                                                                                         |
| Mittelstraße          |             | 1910 | → Tersteegenstraße     | | Nach 1910 hieß die Straße bis 1933 Zwischenstraße, danach bis 1945 Herbert-Norkus-Straße.                                     |
| Oberhausener Straße   |             | 1910 | → Mülheimer Straße     | Die Straße führte früher zur damaligen Bürgermeisterei Oberhausen. | |
| Schillerstraße        |             | 1910 | → Wachstraße           | Friedrich von Schiller, 1759–1805, bedeutendster deutscher Dichter neben Johann Wolfgang von Goethe | |
| Vegetasche            | überliefert |      | → Akazienstraße        | Als „Vegetasche“ bezeichnete man im Mittelalter Wegelagerer, die die Taschen ihrer Opfer „fegten“, also ausraubten. An dieser Straße scheint es früher oft „Vegetaschen“ gegeben zu haben.             | Die Straße hieß später bis 1910 Weststraße.                                                                                   |
| Weststraße            |             | 1910 | → Akazienstraße        | Die Straße liegt im Westen von Styrum. | Die Fortsetzung in Alstaden trug den Namen Oststraße. Ursprünglich hießen beide Teile Vegetasche.                             |
| Zwischenstraße        | 1910        | 1933 | → Tersteegenstraße     | | Vor 1910 hieß die Straße Mittelstraße, nach 1933 bis 1945 zunächst Herbert-Norkus-Straße.                                     |